# ローンウルフ 真夜中の死闘
『ローンウルフ 真夜中の死闘』は、アドリアン・ガルシア・ボグリアーノ監督による2014年のアメリカとメキシコの共同制作によるホラー映画であり、ボグリアーノにとって初めての英語の長編映画である。 本作は、2014年3月9日にサウス・バイ・サウスウエストで初上映され、狼男と対決する盲目の退役軍人役をニック・ダミチが演じた。 

## あらすじ
盲目の退役軍人アンブロースは、息子のウィルに連れられて森のそばのシニアタウンに引っ越してくる。ベトナム戦争を生き抜いたアンブロースは息子との関係が思わしくなかったこともあり、盲導犬のジャーマン・シェパードとともに一人と一匹だけで暮らすことに固執していた。引っ越し当日、 彼はメゾネットの壁を隔てた隣人デロリスと出会う。その後、近所の住人であるグロリア、アンナ、そしてビクトリアの3人が突然来訪してくる。3人は最初アンブロースを賞賛するが、すぐに彼の態度に不満を見せる。その夜、満月の間に、何者かがデロリスの家の台所に侵入し、彼女を惨殺する。 壁越しに騒ぎを聞いていたアンブロースもまた巨大な狼男に襲われてしまう。アンブロースが銃を探す間、盲導犬の活躍により狼男は撃退されたものの、盲導犬は致命傷を負ってしまい、アンブロースは苦しまないようにその手で犬を殺す。翌日、警察が盲導犬を抱きしめて助けを求めるアンブロースを見つけるが、警察は破壊された屋内や襲われたという彼の主張にもかかわらず、野生動物に襲われたのだと結論付ける。 
匂いや状況から、彼は町で住民の失踪や殺害が相次ぐのは狼男の仕業だと考え、狼男を退治すべく準備を始める。 彼は狼男の呼吸音に独特の音が混じることに気づき、地域の礼拝の集まりに参加し、似たような音をさせる人を探すことにした。まず、彼はグロリアの家を訪れるが、彼女の夫が旧式の人工呼吸器に入っていたことに気づかずに装置を外しそうになったため、居合わせたグロリアによって追い出される。 次いで、彼はヘビースモーカーで喘鳴を発症している教会のロジャー・スミス牧師に向かう。 牧師はアンブロースに教会に来るように提案し、家から教会まで地域のシャトルバスを利用するよう促した。バスの車内で、アンブローズはスミスの友人で喘息持ちのジェームズ・グリフィンと出会う。 グロリアたち3人はアンブロースの生活態度などを不快に思い、ジェームズに彼と一緒にバスに乗りたくないと伝えると、ジェームズは彼を私的に送り迎えすると答え、グロリアたちは納得する。 アンブロースは銃砲店の店主に銀の弾丸を作るように頼んだところ、ジェームズも以前に銀の弾丸を購入したという情報を得る。調査の傍ら、アンブロースは亡くなった盲導犬の墓の準備をしていたが、腐敗臭による近隣からの苦情により、警察に監視されるれるようになる。また、警察は彼の健康状態を懸念していたが、アンブロースは警察に干渉しないように伝える。 
次の満月の日、アンブロースはついに墓穴を作り終え、盲導犬の死体を墓穴に横たえる。 そうしている間、ジェームズは、グロリア、アン、ビクトリア、そしてビクトリアの夫ベネットと次々と噛んで、彼らに狼男の呪いをかける。アンブロースがグロリアの家を訪問したところ、彼女の姿はなく、グロリアの夫の頭が切断されていたため、すぐさま帰宅した。ジェームズは自分が狼男であることをスミス牧師に告白するが、牧師は告白を信じられず、「神に祈ることでその衝動を抑えられる」と言う。直後、ジェームズが狼男に変身し、逃げようとしたスミス牧師を殺す。一方、 家に戻ったアンブロースは息子ウィルに電話をし、ウィルが疑っているように亡き妻の指輪を売ったわけではなく失くしたのだと明らかにした後、自らの態度を謝り、別れを告げる。アンブロースは補聴器を用いて聴覚を研ぎ澄まし、ライフルやブービートラップを用いて、町中で暴れまわる狼男たちを素早く殺していく。4人の狼男を殺したところで、ジェームズに噛まれてしまうものの、最終的に自宅の裏庭でジェームズを殺す。父の最後の言葉を聞いたウィルは急いで彼の家に駆けつけ、人間の姿に戻りつつある狼男、そして父アンブロースが死んでいるを発見する。怪我によって狼男とならないように、彼は戦いに赴く前にわざと薬を過剰摂取していた。
その後、ウィルと彼の妻は夕暮れ時に父親の葬儀に立ち合う。三つ折りの旗を受け入れて妻に渡した後、ウィルは父のライフル銃を取り出し、新月に向かって発砲する。 

## 配役
- アンブロース・マッキンリー：ニック・ダミチ
- ウィル・マッキンリー：イーサン・エンブリー
- グリフィン：ランス・ゲスト
- Clarissa：ティナ・ルイーズ
- グロリア：ルターニャ・アルダ
- エマ：ケイトリン・オヘイニー
- アン：エリン・カミングス
- ロジャー・スミス牧師：トム・ヌーナン
- オブライエン：ラリー・フェッセンデン
- ベネット：アル・サピエンツァ
- Lang巡査：Bernardo Cubria
- デロリス：カレン・リン・ゴーニー
- ビクトリア：Karron Graves
- ネルソン：Haythem Noor
- エドワード：カリームサヴィノン

## 製作
Stolzeが書いた脚本に感銘を受けたボグリアーノは、2012年に『ローンウルフ 真夜中の死闘』を撮影する意向を示した。
2013年2月にニック・ダミチが主演に選ばれたことが報じられ、同年6月にニューヨークのハドソンバレーで撮影が開始された。
ダミチにとって目が見えない人を演じるのは難しかったが、「you "can't just blindfold yourself to learn because it doesn’t work that way. Even when you’re blindfolded you’re seeing more than a blind person sees. I just had to do it looking peripherally and trusting Adrian that it came off okay」と述べている。 映画における最大の難関は狼男の変身シーンであったが、ボグリアーノは「プロデューサーたちは、最終的に完成するまでうまくいくかどうかを知っていたね」と指摘している。  映画の見せ場をプロデュースしたフェッセンデンは、特殊効果アーティストのロバート・クルツマンを招いた。フェッセンデンは、狼男好きのボグリアーノが映画製作に参加することに同意したと述べている。

## 批評
本作に対する評価は賛否両論だった。
Shock Till You Dropは 、この映画の内容がぬるいと述べ、「たまにスリリングで、明らかに『プレスリーVSミイラ男』みたいな雰囲気」とコメントする一方で、同作が持っていた偏在的な奇妙さ（ominpresent quirkiness）とエネルギーを持っていない」ともコメントしている 。Twitch Filmは映画が全体的によくないと述べ、「脚本上ではうまくいくように思えるコンセプトだが、結局、羊よりもむしろ狼のなかに多くの群れを入れるとどうなるかについての警告になってしまう」  この映画を「過激な狼男の暴力、明白な父子関係、贖い、そして多くの心の物語である」としたBloody Disgustingのパトリック・クーパーは5点中5点の満点を映画に与えた。「それは面白くて、大胆で、そしてエキサイティングですが、いつ引き戻して感情を引き込むべきかを知っています。 簡単に言えば、それは恐怖の上で成し遂げるもののおかげで狼男のジャンルの傑作になっている、そしてそれは本当に感情的で、父と息子の心からの物語を届けている。」とも評している。  

## リリース
この映画は、2014年4月にスタンレー映画祭で上映される映画に選ばれた。 2015年3月10日には、ビデオオンデマンド、デジタルダウンロード、そしてダークスカイフィルムによるブルーレイとDVDとしてリリースされた。  この映画は2019年7月現在Netflixにてストリーミング配信されている。